# Teken van Darier
Het teken van Darier is een verschijnsel aan de huid. Enkele minuten na stevig wrijven over de huid ontstaat ter plekke een galbult: een rode, gezwollen papel. Dit gebeurt als er te veel mestcellen in de huid aanwezig zijn, dus bij systemische mastocytose en urticaria pigmentosa. Bij urticaria pigmentosa zijn de mestcellen gelokaliseerd in de bruine vlekjes die de aandoening kenmerken, en alleen daar is het teken positief.